# Mientras duermes
Mientras duermes (bra: Enquanto Você Dorme; prt: Enquanto Dormes) é um filme espanhol de 2011, dos gêneros terror e suspense, dirigido por Jaume Balagueró, com roteiro de Alberto Marini.

## Sinopse
De tanto observá-los, o porteiro César conhece bem todos os moradores do condomínio, inclusive seus segredos e fraquezas, o que lhe permite tramar jogos de dor e controle sobre os moradores, sem levantar suspeitas. Até que chega uma nova inquilina e complica seus planos. 

## Elenco
| Ator             | Personagem      |
| ---------------- | --------------- |
| Luis Tosar       | César           |
| Marta Etura      | Clara           |
| Alberto San Juan | Marcos          |
| Petra Martínez   | Sra. Verónica   |
| Iris Almeida     | Úrsula          |
| Pep Tosar        | Pai de Úrsula   |
| Amparo Fernández | Sra. da limpeza |
| Oriol Genís      | Administrador   |